# Agente 3S3 - Massacro al sole
Agente 3S3 - Massacro al sole è un film del 1966 diretto da Sergio Sollima con protagonista Giorgio Ardisson. Come nella precedente pellicola Agente 3S3 - Passaporto per l'inferno del 1965 il regista si firma con lo pseudonimo "Simon Sterling" e la realizzazione è avvenuta in coproduzione tra Italia, Francia e Spagna.

## Trama
Dopo essere salito al potere dell'isola caraibica di San Felipe, mediante un colpo di stato, il generale Siqueros è il principale sospettato per la misteriosa scomparsa del famoso scienziato Karlesten. Alcuni capi del controspionaggio decidono quindi di inviare sull'isola i loro migliori agenti segreti per fare luce su quanto sta accadendo. L'agente americano 3S3 scopre che lo scienziato è sull'isola e che sta collaborando alla costruzione di una nuova arma avveniristica che permetterebbe, a chi ne fosse in possesso, di conquistare il mondo, Per porre rimedio alla drammatica situazione l'agente 3S3, insieme agli altri agenti, elabora un piano per fomentare
una sommossa popolare contro il regime autoritario che ha conquistato San Felipe in modo tale da poterne destabilizzare il potere.

## Produzione

### Regia
Dopo la prima esperienza del 1965 con il primo film dell'agente segreto 3S3, che ha dato buoni frutti dal punto di vista strettamente commerciale, Sergio Sollima torna a cimentarsi nuovamente in un film di spionaggio riproponendo, per la seconda volta, la versione nostrana dello 007 da lui stesso ideata.

### Cast
Giorgio Ardisson veste nuovamente i panni di Walter Ross nel ruolo dell'agente segreto 3S3 affiancato da altri due agenti segreti quello inglese impersonato da Evi Marandi e quello russo interpretato da Frank Wolff.

## Colonna sonora
La colonna sonora è stata curata da Piero Umiliani e la canzone principale del film intitolata "Le ore del sole" è stata interpretata da Orietta Berti.

## Promozione

### Slogan
"Ritorna l'agente 3S3, ritorna George Ardisson, ritorna il superagente in una nuova, travolgente, entusiasmante missione che vi avvincerà come non mai!!!". Questa è la frase utilizzata per la promozione del film all'epoca della sua programmazione nelle sale italiane.

### Manifesti
L'illustratore Sandro Symeoni ha disegnato le grafiche utilizzate per realizzare i manifesti e le locandine utilizzate per promuovere il film all'epoca della sua diffusione nelle sale cinematografiche italiane.

## Distribuzione
La pellicola è stata distribuita nei cinema italiani a cavallo tra il mese di maggio e di giugno del 1966.

### Data di uscita
Alcune date di uscita internazionali nel corso degli anni sono state:
- 20 maggio 1966 in Italia[16]
- 24 ottobre 1966 in Germania Ovest (Agent 3S3 pokert mit Moskau)[17]
- 1º aprile 1967 in Spagna (3S3, agente especial)[18]
- 4 novembre 1968 in Francia (	Agent 3S3, massacre au soleil)[19]

### Edizioni home video
È stata distribuita per il mercato home video tedesco una versione in DVD con il codice EAN 4045564122078.

## Accoglienza

### Incassi
Il film non è riuscito a ripetere il successo del precedente episodio dell'agente 3S3 classificandosi solamente al 97º posto tra le prime 100 pellicole di maggior incasso della stagione cinematografica italiana 1965-1966.

### Critica
In un articolo apparso su una rivista specializzata dell'epoca viene contestato il fatto che, nonostante il film prosegua per tutta la sua durata con un ritmo veloce e che presenti, in molte sequenze, piacevoli suggestioni, tutto questo non basta ad impedire alla noia di prendere il sopravvento per intero.